# Élections cantonales de 1992 en Gironde
Les élections cantonales ont eu lieu les 22 et 29 mars 1992.
Lors de ces élections, 31 des 63 cantons de la Gironde ont été renouvelés. Elles ont vu la reconduction de la majorité socialiste dirigée par Philippe Madrelle, président du conseil général depuis 1988.

## Résultats à l’échelle du département
Répartition départementale des résultats (2e tour).
- PCF (3,89 %)
- PS (37,57 %)
- Majorité (2,63 %)
- GE (2,26 %)
- Verts (1,51 %)
- RPR (19,81 %)
- UDF (21,51 %)
- DVD (10,82 %)

| Étiquette      | Étiquette                          | Premier tour | Premier tour | Second tour | Second tour | Sièges |
| Étiquette      | Étiquette                          | Voix         | %            | Voix        | %           | Sièges |
| -------------- | ---------------------------------- | ------------ | ------------ | ----------- | ----------- | ------ |
|                | Parti socialiste                   | 60 981       | 25,14        | 71 547      | 37,57       | 9      |
|                | Parti communiste français          | 21 357       | 8,80         | 7 406       | 3,89        | 2      |
|                | Majorité présidentielle            | 5 225        | 2,15         | 5 012       | 2,63        | 0      |
|                | Parti radical de gauche            | 576          | 0,24         |             |             |        |
|                | Extrême gauche                     | 137          | 0,06         |             |             |        |
| Gauche         | Gauche                             | 88 276       | 36,89        | 83 965      | 44,09       | 11     |
|                |                                    |              |              |             |             |        |
|                | Divers droite                      | 34 609       | 14,27        | 20 605      | 10,82       | 5      |
|                | Rassemblement pour la République   | 30 943       | 12,76        | 37 731      | 19,81       | 9      |
|                | Union pour la démocratie française | 28 883       | 11,91        | 40 951      | 21,51       | 6      |
|                | Front national                     | 27 876       | 11,49        |             |             |        |
| Droite         | Droite                             | 122 311      | 50,43        | 99 287      | 52,14       | 20     |
|                |                                    |              |              |             |             |        |
|                | Les Verts                          | 22 377       | 9,22         | 2 876       | 1,51        | 0      |
|                | Génération écologie                | 9 542        | 3,93         | 4 297       | 2,26        | 0      |
| Écologistes    | Écologistes                        | 31 919       | 13,15        | 7 173       | 3,77        | 0      |
|                |                                    |              |              |             |             |        |
|                | Régionalistes                      | 85           | 0,04         |             |             |        |
|                |                                    |              |              |             |             |        |
| Inscrits       | Inscrits                           | 363 901      | 100,00       | 345 089     | 100,00      |        |
| Abstention     | Abstention                         | 109 272      | 30,03        | 138 675     | 40,19       |        |
| Votants        | Votants                            | 254 629      | 69,97        | 206 414     | 59,81       |        |
| Blancs et nuls | Blancs et nuls                     | 12 038       | 4,73         | 15 989      | 7,75        |        |
| Exprimés       | Exprimés                           | 242 591      | 95,27        | 190 425     | 92,25       |        |

## Résultats par canton

### Canton d'Arcachon
| Candidats      | Candidats           | Étiquette      | Premier tour | Premier tour | Second tour | Second tour |
| Candidats      | Candidats           | Étiquette      | Voix         | %            | Voix        | %           |
| -------------- | ------------------- | -------------- | ------------ | ------------ | ----------- | ----------- |
|                | Robert Fleury*      | UDF            | 2 906        | 44,89        | 3 713       | 73,71       |
|                | Anne-Marie Pouyadou | PS             | 910          | 14,06        | 1 324       | 26,29       |
|                | Jack Hennequin      | DVD            | 869          | 13,42        |             |             |
|                | Claude Gamelin      | FN             | 868          | 13,41        |             |             |
|                | Michel Daverat      | Verts          | 661          | 10,21        |             |             |
|                | Pierre Cleaz        | PCF            | 260          | 4,02         |             |             |
|                |                     |                |              |              |             |             |
| Inscrits       | Inscrits            | Inscrits       | 10 232       | 100,00       | 10 232      | 100,00      |
| Abstention     | Abstention          | Abstention     | 3 538        | 34,58        | 4 727       | 46,20       |
| Votants        | Votants             | Votants        | 6 694        | 65,42        | 5 505       | 53,80       |
| Blancs et nuls | Blancs et nuls      | Blancs et nuls | 220          | 3,29         | 468         | 8,50        |
| Exprimés       | Exprimés            | Exprimés       | 6 474        | 96,71        | 5 037       | 91,50       |

*sortant

### Canton d'Audenge
| Candidats      | Candidats          | Étiquette      | Premier tour | Premier tour | Second tour | Second tour |
| Candidats      | Candidats          | Étiquette      | Voix         | %            | Voix        | %           |
| -------------- | ------------------ | -------------- | ------------ | ------------ | ----------- | ----------- |
|                | Robert Cazalet*    | UDF            | 7 355        | 39,75        | 9 654       | 64,96       |
|                | Xavier Daney       | PS             | 2 699        | 14,59        | 5 208       | 35,04       |
|                | Guy Michaely       | DVD            | 2 540        | 13,73        |             |             |
|                | André Graignon     | FN             | 2 091        | 11,30        |             |             |
|                | Christian Merlette | GE             | 1 572        | 8,50         |             |             |
|                | Jacques Charrazac  | PCF            | 1 162        | 6,28         |             |             |
|                | Christian Meynard  | Verts          | 1 083        | 5,85         |             |             |
|                |                    |                |              |              |             |             |
| Inscrits       | Inscrits           | Inscrits       | 26 702       | 100,00       | 26 698      | 100,00      |
| Abstention     | Abstention         | Abstention     | 7 308        | 27,37        | 10 268      | 38,46       |
| Votants        | Votants            | Votants        | 19 394       | 72,63        | 16 430      | 61,54       |
| Blancs et nuls | Blancs et nuls     | Blancs et nuls | 892          | 4,60         | 1568        | 9,54        |
| Exprimés       | Exprimés           | Exprimés       | 18 502       | 95,40        | 14 862      | 90,46       |

*sortant

### Canton d'Auros
| Candidats      | Candidats               | Étiquette      | Premier tour | Premier tour | Second tour | Second tour |
| Candidats      | Candidats               | Étiquette      | Voix         | %            | Voix        | %           |
| -------------- | ----------------------- | -------------- | ------------ | ------------ | ----------- | ----------- |
|                | Jean-Elian Cazemajou*   | DVD            | 1 216        | 42,53        | 1 351       | 48,83       |
|                | Maylis Coudroy de Lille | PS             | 679          | 23,75        | 984         | 35,56       |
|                | Gérard Bardin           | PCF            | 425          | 14,87        | 432         | 15,61       |
|                | Claude Hambye           | PS             | 285          | 9,97         |             |             |
|                | Claude Peytermann       | Verts          | 142          | 4,97         |             |             |
|                | Geneviève Guerin        | FN             | 112          | 3,92         |             |             |
|                |                         |                |              |              |             |             |
| Inscrits       | Inscrits                | Inscrits       | 3 461        | 100,00       | 3 460       | 100,00      |
| Abstention     | Abstention              | Abstention     | 513          | 14,82        | 612         | 17,69       |
| Votants        | Votants                 | Votants        | 2 948        | 85,18        | 2 848       | 82,31       |
| Blancs et nuls | Blancs et nuls          | Blancs et nuls | 89           | 3,02         | 81          | 2,84        |
| Exprimés       | Exprimés                | Exprimés       | 2 859        | 96,98        | 2 767       | 97,16       |

*sortant

### Canton de Bègles
| Candidats      | Candidats            | Étiquette      | Premier tour | Premier tour | Second tour | Second tour |
| Candidats      | Candidats            | Étiquette      | Voix         | %            | Voix        | %           |
| -------------- | -------------------- | -------------- | ------------ | ------------ | ----------- | ----------- |
|                | Jean-Jacques Paris*  | PCF            | 3 267        | 34,07        | 4 681       | 52,14       |
|                | Noël Mamère          | GE             | 2 982        | 31,09        | 4 297       | 47,86       |
|                | Danièle Traissac     | DVD            | 945          | 9,85         |             |             |
|                | Guy Moll Escarpenter | PS             | 783          | 8,16         |             |             |
|                | Pierre Loustaunau    | FN             | 674          | 7,03         |             |             |
|                | Martine Layere       | PS             | 469          | 4,89         |             |             |
|                | Patrick Goujon       | Verts          | 365          | 3,81         |             |             |
|                | Kléber Damblon       | PS             | 105          | 1,09         |             |             |
|                |                      |                |              |              |             |             |
| Inscrits       | Inscrits             | Inscrits       | 13 884       | 100,00       | 13 884      | 100,00      |
| Abstention     | Abstention           | Abstention     | 3 951        | 28,46        | 4 357       | 31,38       |
| Votants        | Votants              | Votants        | 9 933        | 71,54        | 9 527       | 68,62       |
| Blancs et nuls | Blancs et nuls       | Blancs et nuls | 343          | 3,45         | 549         | 5,76        |
| Exprimés       | Exprimés             | Exprimés       | 9 590        | 96,55        | 8 978       | 94,24       |

*sortant

### Canton de Belin-Béliet
| Candidats      | Candidats          | Étiquette      | Premier tour | Premier tour | Second tour | Second tour |
| Candidats      | Candidats          | Étiquette      | Voix         | %            | Voix        | %           |
| -------------- | ------------------ | -------------- | ------------ | ------------ | ----------- | ----------- |
|                | Alain Peronnau     | DVD            | 2 359        | 42,75        | 2 911       | 100,00      |
|                | Guy Pellerin       | DVD            | 930          | 16,85        | Retrait     | Retrait     |
|                | Denise Gleslard    | PS             | 748          | 13,56        |             |             |
|                | Paulette Santoni   | FN             | 452          | 8,19         |             |             |
|                | René Lapebie       | PCF            | 330          | 5,98         |             |             |
|                | Jean-Pierre Brieuc | Verts          | 272          | 4,93         |             |             |
|                | Kléber Haye        | GE             | 263          | 4,77         |             |             |
|                | Claude Besombe     | PRG            | 164          | 2,97         |             |             |
|                |                    |                |              |              |             |             |
| Inscrits       | Inscrits           | Inscrits       | 7 504        | 100,00       | 7 504       | 100,00      |
| Abstention     | Abstention         | Abstention     | 1 688        | 22,49        | 3 669       | 48,89       |
| Votants        | Votants            | Votants        | 5 816        | 77,51        | 3 835       | 51,11       |
| Blancs et nuls | Blancs et nuls     | Blancs et nuls | 298          | 5,12         | 924         | 24,09       |
| Exprimés       | Exprimés           | Exprimés       | 5 518        | 94,88        | 2 911       | 75,91       |

### Canton de Bordeaux-2
| Candidats      | Candidats              | Étiquette      | Premier tour | Premier tour | Second tour | Second tour |
| Candidats      | Candidats              | Étiquette      | Voix         | %            | Voix        | %           |
| -------------- | ---------------------- | -------------- | ------------ | ------------ | ----------- | ----------- |
|                | Chantal Bourragué      | RPR            | 3 209        | 40,48        | 3 659       | 60,15       |
|                | Bertrand Plante        | PS             | 1 613        | 20,35        | 2 424       | 39,85       |
|                | Pierre Sirgue          | FN             | 1 180        | 14,89        |             |             |
|                | Jacqueline Casarrangue | Verts          | 857          | 10,81        |             |             |
|                | Michel Capdenat        | PRG            | 412          | 5,20         |             |             |
|                | Claude Mellier         | PCF            | 402          | 5,07         |             |             |
|                | Richard Faure          | DVD            | 211          | 2,66         |             |             |
|                | Mohamed Akrout         | PS             | 43           | 0,54         |             |             |
|                |                        |                |              |              |             |             |
| Inscrits       | Inscrits               | Inscrits       | 14 111       | 100,00       | 13 999      | 100,00      |
| Abstention     | Abstention             | Abstention     | 5 892        | 41,75        | 7 498       | 53,56       |
| Votants        | Votants                | Votants        | 8 219        | 58,25        | 6 501       | 46,44       |
| Blancs et nuls | Blancs et nuls         | Blancs et nuls | 292          | 3,55         | 418         | 6,43        |
| Exprimés       | Exprimés               | Exprimés       | 7 927        | 96,45        | 6 083       | 93,57       |

### Canton de Bordeaux-6
| Candidats      | Candidats           | Étiquette      | Premier tour | Premier tour | Second tour | Second tour |
| Candidats      | Candidats           | Étiquette      | Voix         | %            | Voix        | %           |
| -------------- | ------------------- | -------------- | ------------ | ------------ | ----------- | ----------- |
|                | Jean-Claude Barran* | RPR            | 2 721        | 37,73        | 3 159       | 55,53       |
|                | Jacques Respaud     | PS             | 1 452        | 20,13        | 2 530       | 44,47       |
|                | Valerie Colombier   | FN             | 948          | 13,14        |             |             |
|                | Pierre Hurmic       | GE             | 768          | 10,65        |             |             |
|                | Michel Pujau        | PCF            | 674          | 9,35         |             |             |
|                | Franck Poitou       | Verts          | 612          | 8,49         |             |             |
|                | Dany Boukal         | DVD            | 37           | 0,51         |             |             |
|                |                     |                |              |              |             |             |
| Inscrits       | Inscrits            | Inscrits       | 12 927       | 100,00       | 12 927      | 100,00      |
| Abstention     | Abstention          | Abstention     | 5 440        | 42,08        | 6 787       | 52,50       |
| Votants        | Votants             | Votants        | 7 487        | 57,92        | 6 140       | 47,50       |
| Blancs et nuls | Blancs et nuls      | Blancs et nuls | 275          | 3,67         | 451         | 7,35        |
| Exprimés       | Exprimés            | Exprimés       | 7 212        | 96,33        | 5 689       | 92,65       |

*sortant

### Canton de Bordeaux-8
| Candidats      | Candidats             | Étiquette      | Premier tour | Premier tour | Second tour | Second tour |
| Candidats      | Candidats             | Étiquette      | Voix         | %            | Voix        | %           |
| -------------- | --------------------- | -------------- | ------------ | ------------ | ----------- | ----------- |
|                | Jacques Matharan*     | RPR            | 6 380        | 43,80        | 7 301       | 65,89       |
|                | Jacques Lahon         | PS             | 2 831        | 19,43        | 3 780       | 34,11       |
|                | Marcel Piacentini     | FN             | 2 055        | 14,11        |             |             |
|                | Jean-Jacques Rabeisen | Verts          | 1 955        | 13,42        |             |             |
|                | Philippe Prothais     | DVD            | 768          | 5,27         |             |             |
|                | Paul Lagourgue        | PCF            | 578          | 3,97         |             |             |
|                |                       |                |              |              |             |             |
| Inscrits       | Inscrits              | Inscrits       | 23 869       | 100,00       | 23 869      | 100,00      |
| Abstention     | Abstention            | Abstention     | 8 822        | 36,96        | 12 013      | 50,33       |
| Votants        | Votants               | Votants        | 15 047       | 63,04        | 11 856      | 49,67       |
| Blancs et nuls | Blancs et nuls        | Blancs et nuls | 480          | 3,19         | 775         | 6,54        |
| Exprimés       | Exprimés              | Exprimés       | 14 567       | 96,81        | 11 081      | 93,46       |

*sortant

### Canton de Bourg
| Candidats      | Candidats           | Étiquette      | Premier tour | Premier tour | Second tour | Second tour |
| Candidats      | Candidats           | Étiquette      | Voix         | %            | Voix        | %           |
| -------------- | ------------------- | -------------- | ------------ | ------------ | ----------- | ----------- |
|                | Claude Broy*        | PS             | 2 504        | 42,63        | 2 829       | 53,21       |
|                | Jean-Michel Manciet | DVD            | 1 876        | 31,94        | 2 488       | 46,79       |
|                | Jean-Pierre Verret  | Verts          | 589          | 10,03        |             |             |
|                | Madeleine Croville  | FN             | 572          | 9,74         |             |             |
|                | Raymond Rodriguez   | PCF            | 333          | 5,67         |             |             |
|                |                     |                |              |              |             |             |
| Inscrits       | Inscrits            | Inscrits       | 8 417        | 100,00       | 8 417       | 100,00      |
| Abstention     | Abstention          | Abstention     | 2 166        | 25,73        | 2 671       | 31,73       |
| Votants        | Votants             | Votants        | 6 251        | 74,27        | 5 746       | 68,27       |
| Blancs et nuls | Blancs et nuls      | Blancs et nuls | 377          | 6,03         | 429         | 7,47        |
| Exprimés       | Exprimés            | Exprimés       | 5 874        | 93,97        | 5 317       | 92,53       |

*sortant

### Canton de Branne
| Candidats      | Candidats           | Étiquette      | Premier tour | Premier tour | Second tour | Second tour |
| Candidats      | Candidats           | Étiquette      | Voix         | %            | Voix        | %           |
| -------------- | ------------------- | -------------- | ------------ | ------------ | ----------- | ----------- |
|                | Jean-Paul Fossat*   | PS             | 2 834        | 49,91        | 3 409       | 68,51       |
|                | Alain Vizerie       | RPR            | 1 125        | 19,81        | 1 567       | 31,49       |
|                | Paul Jeanjean       | FN             | 713          | 12,56        |             |             |
|                | Michel Bardeau      | PCF            | 405          | 7,13         |             |             |
|                | André Orive         | GE             | 306          | 5,39         |             |             |
|                | Jean-Pierre Michoux | Verts          | 295          | 5,20         |             |             |
|                |                     |                |              |              |             |             |
| Inscrits       | Inscrits            | Inscrits       | 7 978        | 100,00       | 7 977       | 100,00      |
| Abstention     | Abstention          | Abstention     | 2 019        | 25,31        | 2 683       | 33,63       |
| Votants        | Votants             | Votants        | 5 959        | 74,69        | 5 294       | 66,37       |
| Blancs et nuls | Blancs et nuls      | Blancs et nuls | 281          | 4,72         | 318         | 6,01        |
| Exprimés       | Exprimés            | Exprimés       | 5 678        | 95,28        | 4 976       | 93,99       |

*sortant

### Canton de Cadillac
| Candidats      | Candidats          | Étiquette      | Premier tour | Premier tour | Second tour | Second tour |
| Candidats      | Candidats          | Étiquette      | Voix         | %            | Voix        | %           |
| -------------- | ------------------ | -------------- | ------------ | ------------ | ----------- | ----------- |
|                | Jacques Dumas*     | DVD            | 2 702        | 47,90        | 3 144       | 65,04       |
|                | Régis Durand       | PS             | 1 039        | 18,42        | 1 690       | 34,96       |
|                | Barthélémy Carasco | FN             | 668          | 11,84        |             |             |
|                | Dominique Hoffmann | Verts          | 621          | 11,01        |             |             |
|                | Guy Aussant        | PCF            | 611          | 10,83        |             |             |
|                |                    |                |              |              |             |             |
| Inscrits       | Inscrits           | Inscrits       | 8 342        | 100,00       | 8 342       | 100,00      |
| Abstention     | Abstention         | Abstention     | 2 357        | 28,25        | 3 085       | 36,98       |
| Votants        | Votants            | Votants        | 5 985        | 71,75        | 5 257       | 63,02       |
| Blancs et nuls | Blancs et nuls     | Blancs et nuls | 344          | 5,75         | 423         | 8,05        |
| Exprimés       | Exprimés           | Exprimés       | 5 641        | 94,25        | 4 834       | 91,95       |

*sortant

### Canton de Captieux
| Candidats      | Candidats            | Étiquette      | Premier tour | Premier tour |
| Candidats      | Candidats            | Étiquette      | Voix         | %            |
| -------------- | -------------------- | -------------- | ------------ | ------------ |
|                | Marc Lalanne*        | PS             | 1 048        | 67,48        |
|                | Jean-Michel Falieres | DVD            | 384          | 24,73        |
|                | Jacqueline Bordenave | PCF            | 49           | 3,16         |
|                | Patrick Nougues      | Verts          | 37           | 2,38         |
|                | Jean-Marie Bernard   | FN             | 35           | 2,25         |
|                |                      |                |              |              |
| Inscrits       | Inscrits             | Inscrits       | 1 865        | 100,00       |
| Abstention     | Abstention           | Abstention     | 246          | 13,19        |
| Votants        | Votants              | Votants        | 1 619        | 86,81        |
| Blancs et nuls | Blancs et nuls       | Blancs et nuls | 66           | 4,08         |
| Exprimés       | Exprimés             | Exprimés       | 1 553        | 95,92        |

*sortant

### Canton de Carbon-Blanc
| Candidats      | Candidats          | Étiquette      | Premier tour | Premier tour | Second tour | Second tour |
| Candidats      | Candidats          | Étiquette      | Voix         | %            | Voix        | %           |
| -------------- | ------------------ | -------------- | ------------ | ------------ | ----------- | ----------- |
|                | Philippe Madrelle* | PS             | 6 326        | 46,78        | 6 680       | 60,19       |
|                | Philippe Hervé     | DVD            | 3 026        | 22,38        | 4 419       | 39,81       |
|                | Francois Taveau    | FN             | 1 783        | 13,18        |             |             |
|                | Pascal Scazza      | Verts          | 1 399        | 10,35        |             |             |
|                | Roland Vazquez     | PCF            | 989          | 7,31         |             |             |
|                |                    |                |              |              |             |             |
| Inscrits       | Inscrits           | Inscrits       | 20 387       | 100,00       | 20 387      | 100,00      |
| Abstention     | Abstention         | Abstention     | 6 208        | 30,45        | 8 399       | 41,20       |
| Votants        | Votants            | Votants        | 14 179       | 69,55        | 11 988      | 58,80       |
| Blancs et nuls | Blancs et nuls     | Blancs et nuls | 656          | 4,63         | 889         | 7,42        |
| Exprimés       | Exprimés           | Exprimés       | 13 523       | 95,37        | 11 099      | 92,58       |

*sortant

### Canton de Castelnau-de-Médoc
| Candidats      | Candidats            | Étiquette      | Premier tour | Premier tour | Second tour | Second tour |
| Candidats      | Candidats            | Étiquette      | Voix         | %            | Voix        | %           |
| -------------- | -------------------- | -------------- | ------------ | ------------ | ----------- | ----------- |
|                | Michel Lescoutra     | RPR            | 2 720        | 23,90        | 5 259       | 56,63       |
|                | Yves Lecaudey*       | PS             | 2 261        | 19,87        | 4 028       | 43,37       |
|                | Guy Coubris          | DVD            | 1 197        | 10,52        |             |             |
|                | Claude Jaumouillie   | PS             | 1 168        | 10,26        |             |             |
|                | Jean Coulary         | FN             | 1 090        | 9,58         |             |             |
|                | Jean-Louis Lagardère | Verts          | 1 050        | 9,23         |             |             |
|                | Marcel Bellocq       | DVD            | 795          | 6,99         |             |             |
|                | Bernard Ayglon       | PCF            | 698          | 6,13         |             |             |
|                | Jean-Pierre Morin    | DVD            | 401          | 3,52         |             |             |
|                |                      |                |              |              |             |             |
| Inscrits       | Inscrits             | Inscrits       | 16 382       | 100,00       | 16 379      | 100,00      |
| Abstention     | Abstention           | Abstention     | 4 182        | 25,53        | 5 752       | 35,12       |
| Votants        | Votants              | Votants        | 12 200       | 74,47        | 10 627      | 64,88       |
| Blancs et nuls | Blancs et nuls       | Blancs et nuls | 820          | 6,72         | 1340        | 12,61       |
| Exprimés       | Exprimés             | Exprimés       | 11 380       | 93,28        | 9 287       | 87,39       |

*sortant

### Canton de Cenon
| Candidats      | Candidats              | Étiquette      | Premier tour | Premier tour | Second tour | Second tour |
| Candidats      | Candidats              | Étiquette      | Voix         | %            | Voix        | %           |
| -------------- | ---------------------- | -------------- | ------------ | ------------ | ----------- | ----------- |
|                | Pierre Garmendia       | PS             | 4 511        | 36,86        | 5 415       | 56,07       |
|                | Jean-Pierre Guyomarch' | UDF            | 2 273        | 18,57        | 4 243       | 43,93       |
|                | Michel Munier          | FN             | 1 874        | 15,31        |             |             |
|                | Robert Vialletel       | Verts          | 1 522        | 12,44        |             |             |
|                | Max Guichard           | PCF            | 1 296        | 10,59        |             |             |
|                | Monique Van Der Motte  | DVD            | 762          | 6,23         |             |             |
|                |                        |                |              |              |             |             |
| Inscrits       | Inscrits               | Inscrits       | 18 954       | 100,00       | 18 954      | 100,00      |
| Abstention     | Abstention             | Abstention     | 6 152        | 32,46        | 8 404       | 44,34       |
| Votants        | Votants                | Votants        | 12 802       | 67,54        | 10 550      | 55,66       |
| Blancs et nuls | Blancs et nuls         | Blancs et nuls | 564          | 4,41         | 892         | 8,45        |
| Exprimés       | Exprimés               | Exprimés       | 12 238       | 95,59        | 9 658       | 91,55       |

### Canton de Floirac
| Candidats      | Candidats           | Étiquette      | Premier tour | Premier tour | Second tour | Second tour |
| Candidats      | Candidats           | Étiquette      | Voix         | %            | Voix        | %           |
| -------------- | ------------------- | -------------- | ------------ | ------------ | ----------- | ----------- |
|                | Jean Darriet*       | PS             | 2 408        | 28,82        | 3 244       | 49,50       |
|                | Jean-Claude Thomila | RPR            | 1 811        | 21,68        | 3 310       | 50,50       |
|                | Alain Magret        | FN             | 1 280        | 15,32        |             |             |
|                | Michel Broqua       | PCF            | 1 074        | 12,85        |             |             |
|                | Jean-Hervé Le Bars  | Verts          | 995          | 11,91        |             |             |
|                | Abel Aziz Radi      | GE             | 702          | 8,40         |             |             |
|                | Gilles Grande       | REG            | 85           | 1,02         |             |             |
|                |                     |                |              |              |             |             |
| Inscrits       | Inscrits            | Inscrits       | 13 493       | 100,00       | 13 493      | 100,00      |
| Abstention     | Abstention          | Abstention     | 4 758        | 35,26        | 6 176       | 45,77       |
| Votants        | Votants             | Votants        | 8 735        | 64,74        | 7 317       | 54,23       |
| Blancs et nuls | Blancs et nuls      | Blancs et nuls | 380          | 4,35         | 763         | 10,43       |
| Exprimés       | Exprimés            | Exprimés       | 8 355        | 95,65        | 6 554       | 89,57       |

*sortant

### Canton de Guîtres
| Candidats      | Candidats           | Étiquette      | Premier tour | Premier tour | Second tour | Second tour |
| Candidats      | Candidats           | Étiquette      | Voix         | %            | Voix        | %           |
| -------------- | ------------------- | -------------- | ------------ | ------------ | ----------- | ----------- |
|                | Jean-Claude Bireau* | RPR            | 2 783        | 44,84        | 3 225       | 56,17       |
|                | Alain Marois        | PS             | 1 922        | 30,97        | 2 517       | 43,83       |
|                | Michel Tricot       | FN             | 662          | 10,67        |             |             |
|                | Dominique Reffay    | Verts          | 506          | 8,15         |             |             |
|                | Jacques Bouvier     | PCF            | 334          | 5,38         |             |             |
|                |                     |                |              |              |             |             |
| Inscrits       | Inscrits            | Inscrits       | 8 945        | 100,00       | 8 944       | 100,00      |
| Abstention     | Abstention          | Abstention     | 2 316        | 25,89        | 2 834       | 31,69       |
| Votants        | Votants             | Votants        | 6 629        | 74,11        | 6 110       | 68,31       |
| Blancs et nuls | Blancs et nuls      | Blancs et nuls | 422          | 6,37         | 368         | 6,02        |
| Exprimés       | Exprimés            | Exprimés       | 6 207        | 93,63        | 5 742       | 93,98       |

*sortant

### Canton de Labrède
| Candidats      | Candidats           | Étiquette      | Premier tour | Premier tour | Second tour | Second tour |
| Candidats      | Candidats           | Étiquette      | Voix         | %            | Voix        | %           |
| -------------- | ------------------- | -------------- | ------------ | ------------ | ----------- | ----------- |
|                | Hubert Lagoueyte*   | DVD            | 5 096        | 39,02        | 5 609       | 48,71       |
|                | Gilles Pezat        | PS             | 3 287        | 25,17        | 4 264       | 37,03       |
|                | Jean-Luc Ajas       | Verts          | 2 016        | 15,44        | 1 641       | 14,25       |
|                | Maurice Le Gentil   | FN             | 1 537        | 11,77        |             |             |
|                | Jean-Pierre Bagolle | PCF            | 1 124        | 8,61         |             |             |
|                |                     |                |              |              |             |             |
| Inscrits       | Inscrits            | Inscrits       | 18 747       | 100,00       | 18 747      | 100,00      |
| Abstention     | Abstention          | Abstention     | 4 833        | 25,78        | 6 521       | 34,78       |
| Votants        | Votants             | Votants        | 13 914       | 74,22        | 12 226      | 65,22       |
| Blancs et nuls | Blancs et nuls      | Blancs et nuls | 854          | 6,14         | 712         | 5,82        |
| Exprimés       | Exprimés            | Exprimés       | 13 060       | 93,86        | 11 514      | 94,18       |

*sortant

### Canton de Libourne
| Candidats      | Candidats             | Étiquette      | Premier tour | Premier tour | Second tour | Second tour |
| Candidats      | Candidats             | Étiquette      | Voix         | %            | Voix        | %           |
| -------------- | --------------------- | -------------- | ------------ | ------------ | ----------- | ----------- |
|                | André Teurlay*        | UDF            | 4 107        | 25,69        | 7 912       | 56,66       |
|                | Michel Galand         | PS             | 3 942        | 24,66        | 6 053       | 43,34       |
|                | Nils Abel             | DVD            | 2 253        | 14,10        |             |             |
|                | Jacques Labegorre     | FN             | 2 143        | 13,41        |             |             |
|                | Marie-Thérèse Roberti | Verts          | 1 759        | 11,00        |             |             |
|                | Jean-Louis Arcaraz    | PCF            | 1 061        | 6,64         |             |             |
|                | Jean-Pierre Ladreyt   | DVD            | 719          | 4,50         |             |             |
|                |                       |                |              |              |             |             |
| Inscrits       | Inscrits              | Inscrits       | 24 546       | 100,00       | 24 546      | 100,00      |
| Abstention     | Abstention            | Abstention     | 7 512        | 30,60        | 9 349       | 38,09       |
| Votants        | Votants               | Votants        | 17 034       | 69,40        | 15 197      | 61,91       |
| Blancs et nuls | Blancs et nuls        | Blancs et nuls | 1050         | 6,16         | 1232        | 8,11        |
| Exprimés       | Exprimés              | Exprimés       | 15 984       | 93,84        | 13 965      | 91,89       |

*sortant

### Canton de Mérignac-2
| Candidats      | Candidats          | Étiquette      | Premier tour | Premier tour | Second tour | Second tour |
| Candidats      | Candidats          | Étiquette      | Voix         | %            | Voix        | %           |
| -------------- | ------------------ | -------------- | ------------ | ------------ | ----------- | ----------- |
|                | Pierre Favre*      | UDF            | 4 838        | 34,92        | 6 521       | 58,76       |
|                | Jean-Michel Tavart | PS             | 3 256        | 23,50        | 4 577       | 41,24       |
|                | Anne-Marie Sirgue  | FN             | 1 816        | 13,11        |             |             |
|                | Pierre Cazenave    | GE             | 1 287        | 9,29         |             |             |
|                | Jean-Pierre Robert | Verts          | 1 254        | 9,05         |             |             |
|                | Bernard Proudhom   | PCF            | 910          | 6,57         |             |             |
|                | Daniel Begu        | DVD            | 495          | 3,57         |             |             |
|                |                    |                |              |              |             |             |
| Inscrits       | Inscrits           | Inscrits       | 20 578       | 100,00       | 20 579      | 100,00      |
| Abstention     | Abstention         | Abstention     | 6 135        | 29,81        | 8 593       | 41,76       |
| Votants        | Votants            | Votants        | 14 443       | 70,19        | 11 986      | 58,24       |
| Blancs et nuls | Blancs et nuls     | Blancs et nuls | 587          | 4,06         | 888         | 7,41        |
| Exprimés       | Exprimés           | Exprimés       | 13 856       | 95,94        | 11 098      | 92,59       |

*sortant

### Canton de Monségur
| Candidats      | Candidats        | Étiquette      | Premier tour | Premier tour |
| Candidats      | Candidats        | Étiquette      | Voix         | %            |
| -------------- | ---------------- | -------------- | ------------ | ------------ |
|                | Bernard Dussaut* | PS             | 1 659        | 63,61        |
|                | Jacques Sarrazin | DVD            | 424          | 16,26        |
|                | Jean Barreyre    | PCF            | 217          | 8,32         |
|                | Joseph Pradoux   | FN             | 188          | 7,21         |
|                | Danielle Sudrie  | Verts          | 120          | 4,60         |
|                |                  |                |              |              |
| Inscrits       | Inscrits         | Inscrits       | 3 505        | 100,00       |
| Abstention     | Abstention       | Abstention     | 766          | 21,85        |
| Votants        | Votants          | Votants        | 2 739        | 78,15        |
| Blancs et nuls | Blancs et nuls   | Blancs et nuls | 131          | 4,78         |
| Exprimés       | Exprimés         | Exprimés       | 2 608        | 95,22        |

*sortant

### Canton de Pauillac
| Candidats      | Candidats               | Étiquette      | Premier tour | Premier tour | Second tour | Second tour |
| Candidats      | Candidats               | Étiquette      | Voix         | %            | Voix        | %           |
| -------------- | ----------------------- | -------------- | ------------ | ------------ | ----------- | ----------- |
|                | Louis Senillon          | RPR            | 2 233        | 39,48        | 2 959       | 59,41       |
|                | Christian Ollier        | PS             | 1 081        | 19,11        | 2 022       | 40,59       |
|                | Monique Beguerie        | PCF            | 815          | 14,41        |             |             |
|                | Jean-Philippe Lavalette | FN             | 628          | 11,10        |             |             |
|                | Thierry Sanz            | DVD            | 615          | 10,87        |             |             |
|                | Jean-Marc Pasquet       | Verts          | 284          | 5,02         |             |             |
|                |                         |                |              |              |             |             |
| Inscrits       | Inscrits                | Inscrits       | 8 355        | 100,00       | 8 356       | 100,00      |
| Abstention     | Abstention              | Abstention     | 2 354        | 28,17        | 3 007       | 35,99       |
| Votants        | Votants                 | Votants        | 6 001        | 71,83        | 5 349       | 64,01       |
| Blancs et nuls | Blancs et nuls          | Blancs et nuls | 345          | 5,75         | 368         | 6,88        |
| Exprimés       | Exprimés                | Exprimés       | 5 656        | 94,25        | 4 981       | 93,12       |

### Canton de Pessac-1
| Candidats      | Candidats           | Étiquette      | Premier tour | Premier tour | Second tour | Second tour |
| Candidats      | Candidats           | Étiquette      | Voix         | %            | Voix        | %           |
| -------------- | ------------------- | -------------- | ------------ | ------------ | ----------- | ----------- |
|                | Pierre Auger        | PS             | 3 494        | 34,52        | 4 294       | 47,41       |
|                | Jean-Claude Dalbos* | RPR            | 3 107        | 30,70        | 3 529       | 38,96       |
|                | Jean-Pierre Dufour  | Verts          | 1 661        | 16,41        | 1 235       | 13,63       |
|                | Joseph Morales      | FN             | 1 138        | 11,24        |             |             |
|                | Alain Boutineaud    | PCF            | 722          | 7,13         |             |             |
|                |                     |                |              |              |             |             |
| Inscrits       | Inscrits            | Inscrits       | 16 227       | 100,00       | 16 226      | 100,00      |
| Abstention     | Abstention          | Abstention     | 5 666        | 34,92        | 6 835       | 42,12       |
| Votants        | Votants             | Votants        | 10 561       | 65,08        | 9 391       | 57,88       |
| Blancs et nuls | Blancs et nuls      | Blancs et nuls | 439          | 4,16         | 333         | 3,55        |
| Exprimés       | Exprimés            | Exprimés       | 10 122       | 95,84        | 9 058       | 96,45       |

*sortant

### Canton de Pujols
| Candidats      | Candidats          | Étiquette      | Premier tour | Premier tour |
| Candidats      | Candidats          | Étiquette      | Voix         | %            |
| -------------- | ------------------ | -------------- | ------------ | ------------ |
|                | Gérard César*      | RPR            | 2 036        | 54,38        |
|                | Michel Bordier     | PS             | 903          | 24,12        |
|                | Jean-Claude Escude | FN             | 295          | 7,88         |
|                | Francette Agostini | PCF            | 255          | 6,81         |
|                | Didier Terriere    | Verts          | 255          | 6,81         |
|                |                    |                |              |              |
| Inscrits       | Inscrits           | Inscrits       | 5 413        | 100,00       |
| Abstention     | Abstention         | Abstention     | 1 436        | 26,53        |
| Votants        | Votants            | Votants        | 3 977        | 73,47        |
| Blancs et nuls | Blancs et nuls     | Blancs et nuls | 233          | 5,86         |
| Exprimés       | Exprimés           | Exprimés       | 3 744        | 94,14        |

*sortant

### Canton de Saint-Ciers-sur-Gironde
| Candidats      | Candidats          | Étiquette      | Premier tour | Premier tour | Second tour | Second tour |
| Candidats      | Candidats          | Étiquette      | Voix         | %            | Voix        | %           |
| -------------- | ------------------ | -------------- | ------------ | ------------ | ----------- | ----------- |
|                | Daniel Picotin*    | UDF            | 2 927        | 47,87        | 3 192       | 51,70       |
|                | Philippe Plisson   | PS             | 2 486        | 40,65        | 2 982       | 48,30       |
|                | Colette Lafite     | FN             | 285          | 4,66         |             |             |
|                | Genevieve Andueza, | Verts          | 224          | 3,66         |             |             |
|                | Michel Belloc      | PCF            | 193          | 3,16         |             |             |
|                |                    |                |              |              |             |             |
| Inscrits       | Inscrits           | Inscrits       | 8 087        | 100,00       | 8 085       | 100,00      |
| Abstention     | Abstention         | Abstention     | 1 676        | 20,72        | 1 675       | 20,72       |
| Votants        | Votants            | Votants        | 6 411        | 79,28        | 6 410       | 79,28       |
| Blancs et nuls | Blancs et nuls     | Blancs et nuls | 296          | 4,62         | 236         | 3,68        |
| Exprimés       | Exprimés           | Exprimés       | 6 115        | 95,38        | 6 174       | 96,32       |

*sortant

### Canton de Saint-Laurent-Médoc
| Candidats      | Candidats           | Étiquette      | Premier tour | Premier tour | Second tour | Second tour |
| Candidats      | Candidats           | Étiquette      | Voix         | %            | Voix        | %           |
| -------------- | ------------------- | -------------- | ------------ | ------------ | ----------- | ----------- |
|                | Michel Faure*       | RPR            | 1 696        | 46,54        | 1 970       | 60,62       |
|                | Jack Costes         | PS             | 921          | 25,27        | 1 280       | 39,38       |
|                | Marcel Abrieu       | PCF            | 343          | 9,41         |             |             |
|                | Jean-Louis Bernard  | FN             | 331          | 9,08         |             |             |
|                | Jean-Luc Gasnier    | Verts          | 180          | 4,94         |             |             |
|                | Jean-Claude Tessier | GE             | 173          | 4,75         |             |             |
|                |                     |                |              |              |             |             |
| Inscrits       | Inscrits            | Inscrits       | 5 055        | 100,00       | 5 057       | 100,00      |
| Abstention     | Abstention          | Abstention     | 1 194        | 23,62        | 1 542       | 30,49       |
| Votants        | Votants             | Votants        | 3 861        | 76,38        | 3 515       | 69,51       |
| Blancs et nuls | Blancs et nuls      | Blancs et nuls | 217          | 5,62         | 265         | 7,54        |
| Exprimés       | Exprimés            | Exprimés       | 3 644        | 94,38        | 3 250       | 92,46       |

*sortant

### Canton de Saint-Macaire
| Candidats      | Candidats         | Étiquette      | Premier tour | Premier tour | Second tour | Second tour |
| Candidats      | Candidats         | Étiquette      | Voix         | %            | Voix        | %           |
| -------------- | ----------------- | -------------- | ------------ | ------------ | ----------- | ----------- |
|                | Jean Lafourcade*  | PCF            | 1 400        | 31,60        | 2 293       | 56,12       |
|                | Pierre Laporte    | RPR            | 1 122        | 25,32        | 1 793       | 43,88       |
|                | Jean-Marie Billa  | PS             | 1 028        | 23,20        | Retrait     | Retrait     |
|                | Alain de Peretti  | FN             | 565          | 12,75        |             |             |
|                | Jacques Laville   | Verts          | 222          | 5,01         |             |             |
|                | Geneviève Digneau | DVD            | 94           | 2,12         |             |             |
|                |                   |                |              |              |             |             |
| Inscrits       | Inscrits          | Inscrits       | 6 089        | 100,00       | 6 087       | 100,00      |
| Abstention     | Abstention        | Abstention     | 1 446        | 23,75        | 1 719       | 28,24       |
| Votants        | Votants           | Votants        | 4 643        | 76,25        | 4 368       | 71,76       |
| Blancs et nuls | Blancs et nuls    | Blancs et nuls | 212          | 4,57         | 282         | 6,46        |
| Exprimés       | Exprimés          | Exprimés       | 4 431        | 95,43        | 4 086       | 93,54       |

*sortant

### Canton de Saint-Symphorien
| Candidats      | Candidats                | Étiquette      | Premier tour | Premier tour | Second tour | Second tour |
| Candidats      | Candidats                | Étiquette      | Voix         | %            | Voix        | %           |
| -------------- | ------------------------ | -------------- | ------------ | ------------ | ----------- | ----------- |
|                | Gérard Lagors*           | PS             | 739          | 37,06        | 989         | 59,15       |
|                | Raymond Lagardere        | PCF            | 457          | 22,92        | Retrait     | Retrait     |
|                | Laurent de Bailliencourt | DVD            | 399          | 20,01        | 683         | 40,85       |
|                | Michel Mantovani         | FN             | 146          | 7,32         |             |             |
|                | Jacques Leglise          | EXG            | 137          | 6,87         |             |             |
|                | Philippe Sore            | Verts          | 116          | 5,82         |             |             |
|                |                          |                |              |              |             |             |
| Inscrits       | Inscrits                 | Inscrits       | 2 548        | 100,00       | 2 547       | 100,00      |
| Abstention     | Abstention               | Abstention     | 466          | 18,29        | 664         | 26,07       |
| Votants        | Votants                  | Votants        | 2 082        | 81,71        | 1 883       | 73,93       |
| Blancs et nuls | Blancs et nuls           | Blancs et nuls | 88           | 4,23         | 211         | 11,21       |
| Exprimés       | Exprimés                 | Exprimés       | 1 994        | 95,77        | 1 672       | 88,79       |

*sortant

### Canton de Sauveterre-de-Guyenne
| Candidats      | Candidats            | Étiquette      | Premier tour | Premier tour |
| Candidats      | Candidats            | Étiquette      | Voix         | %            |
| -------------- | -------------------- | -------------- | ------------ | ------------ |
|                | Francis Naboulet*    | DVD            | 2 064        | 60,71        |
|                | Pierre Lhomme        | PS             | 656          | 19,29        |
|                | Robert Saubens       | FN             | 238          | 7,00         |
|                | Christian Forlacroix | PCF            | 222          | 6,53         |
|                | Marie de Veyrines    | Verts          | 220          | 6,47         |
|                |                      |                |              |              |
| Inscrits       | Inscrits             | Inscrits       | 4 631        | 100,00       |
| Abstention     | Abstention           | Abstention     | 1 053        | 22,74        |
| Votants        | Votants              | Votants        | 3 578        | 77,26        |
| Blancs et nuls | Blancs et nuls       | Blancs et nuls | 178          | 4,97         |
| Exprimés       | Exprimés             | Exprimés       | 3 400        | 95,03        |

*sortant

### Canton de Talence
| Candidats      | Candidats           | Étiquette      | Premier tour | Premier tour | Second tour | Second tour |
| Candidats      | Candidats           | Étiquette      | Voix         | %            | Voix        | %           |
| -------------- | ------------------- | -------------- | ------------ | ------------ | ----------- | ----------- |
|                | Alain Cazabonne*    | UDF            | 4 477        | 36,28        | 5 716       | 58,61       |
|                | François Joly       | PS             | 2 181        | 17,68        | 4 036       | 41,39       |
|                | Guy Lacour          | GE             | 1 489        | 12,07        |             |             |
|                | Henri Lastrade      | FN             | 1 346        | 10,91        |             |             |
|                | Jean Duviella       | Verts          | 1 040        | 8,43         |             |             |
|                | Marie-Hélène Fichot | PCF            | 669          | 5,42         |             |             |
|                | Denis Lavigne       | DVD            | 367          | 2,97         |             |             |
|                | Pierre Wendzinski   | PS             | 297          | 2,41         |             |             |
|                | Xavier Joliot       | PS             | 203          | 1,65         |             |             |
|                | Michel Jaquet       | DVD            | 188          | 1,52         |             |             |
|                | André Demarqc       | DVD            | 82           | 0,66         |             |             |
|                |                     |                |              |              |             |             |
| Inscrits       | Inscrits            | Inscrits       | 19 397       | 100,00       | 19 393      | 100,00      |
| Abstention     | Abstention          | Abstention     | 6 536        | 33,70        | 8 835       | 45,56       |
| Votants        | Votants             | Votants        | 12 861       | 66,30        | 10 558      | 54,44       |
| Blancs et nuls | Blancs et nuls      | Blancs et nuls | 522          | 4,06         | 806         | 7,63        |
| Exprimés       | Exprimés            | Exprimés       | 12 339       | 95,94        | 9 752       | 92,37       |

*sortant

### Canton de Villandraut
| Candidats      | Candidats              | Étiquette      | Premier tour | Premier tour |
| Candidats      | Candidats              | Étiquette      | Voix         | %            |
| -------------- | ---------------------- | -------------- | ------------ | ------------ |
|                | Gilbert Cardouat*      | PS             | 1435         | 56,50        |
|                | Jean-Pierre Lamartinie | DVD            | 616          | 24,25        |
|                | Patrick Batsele        | DVD            | 179          | 7,05         |
|                | François de Badereau   | FN             | 163          | 6,42         |
|                | Jean-Claude Laulan     | PCF            | 82           | 3,23         |
|                | Patrick Lecoq          | Verts          | 65           | 2,56         |
|                |                        |                |              |              |
| Inscrits       | Inscrits               | Inscrits       | 3270         | 100,00       |
| Abstention     | Abstention             | Abstention     | 643          | 19,66        |
| Votants        | Votants                | Votants        | 2627         | 80,34        |
| Blancs et nuls | Blancs et nuls         | Blancs et nuls | 87           | 3,31         |
| Exprimés       | Exprimés               | Exprimés       | 2540         | 96,69        |

*sortant